# Port lotniczy Växjö-Smaland
Port lotniczy Växjö-Smaland (IATA: VXO, ICAO: ESMX) – port lotniczy położony 10 km na północny zachód od Växjö, w Smalandii w Szwecji.

## Linie lotnicze i połączenia
| Linia lotnicza              | Kierunek                                                                                   |
| --------------------------- | ------------------------------------------------------------------------------------------ |
| Braathens Regional Airlines | 1. Sztokholm-Bromma                                                                        |
| Norwegian Air Shuttle       | Sezonowo: 1. Alicante (od 2 maja 2024) 2. Malaga 3. Palma de Mallorca (od 22 czerwca 2024) |
| Ryanair                     | Sezonowo: 1. Alicante 2. Gdańsk 3. Zadar                                                   |
| Sunclass Airlines           | Sezonowe czartery: 1. Larnaka 2. Rodos                                                     |
| TUI fly Nordic              | Sezonowe czartery: 1. Gran Canaria                                                         |